# 王堃骋
王堃骋（1912年7月28日—1993年10月12日），原名王江风，别号霞海堂、昆仑牧夫、鸭水滨客，男，原籍山东禹城县。中华人民共和国政治人物，书法家，曾任辽宁省人民委员会副省长，辽宁省人大常委会副主任，辽宁省政协副主席。

## 生平
生于山东省禹山县贫农家庭。1918年随父逃荒到东北，最后落脚奉天省辑安县太王镇下羊鱼关村。1930年考入东北边防军军械训练班，毕业后，参加东北军任军械见习技术员。1931年夏随东北军参加了攻打石友三的军阀战争。1931年参加革命。1933年2月加入中国共产党。
1965年3月11日下午，辽宁省人民委员会在丹东市文化宫隆重举行安东市改名丹东市大会。副省长王堃骋、丹东市委书记李言、丹东市副市长吴斌等出席。朝鲜平安北道新义州市人民委员会副委员长李根河及朝鲜驻华使馆参赞等应邀与会。
1980年中国文联发文批准举办“全国第一届书法篆刻展览”，委托辽宁省承办。辽宁省委决定由省政协副主席、老书法家王堃骋挂帅，由辽宁省文联主抓。王堃骋首先解决了办展的活动经费，由省里专门批给，用于接待、办展的一些具体开支。1980年5月11日在辽宁美术馆成功举办“全国首届书法展”开幕式。
1985年4月身患重病离休。兼任中国书法家协会名誉理事、辽宁省书法协会、诗词协会、红十字会会长、名誉会长。